# الغريرة
قرية الغريرة هي إحدى القرى التابعة لمركز اسنا في محافظة الأقصر في جمهورية مصر العربية. حسب إحصاءات سنة 2006، بلغ إجمالي السكان في الغريرة 7416 نسمة، منهم 3842 رجل و3574 امرأة.